# Schlacht bei Aussig
Die Schlacht bei Aussig war eine bedeutende Schlacht während der Hussitenkriege im Königreich Böhmen. Sie fand zwischen einem sächsisch-thüringischen Heer und den Hussiten am 16. Juni 1426 statt.

## Verlauf
Die ersten Einheiten der Hussiten trafen am 26. Mai 1426  vor Aussig ein. In den darauffolgenden Wochen wurde die damals zur Mark Meißen gehörende Stadt belagert und von der Außenwelt abgeschnitten. Zwar gab es auf der Seite der Hussiten keinen Oberbefehlshaber, man geht jedoch davon aus, dass die Gruppen ein Ältestenrat koordinierte, dem auch der Taborit Andreas Prokop zugehörte.
Die Stadt wurde täglich beschossen, die Bevölkerung leistete jedoch erbitterten Widerstand, da sie auf Entsatz hoffte, der schließlich, organisiert von Markgräfin Katharina aus Truppen der Meißener, Sachsen, Thüringer und Oberlausitzer am 11. Juni 1426 Richtung Böhmen marschierte. Das angeblich 36.000, wahrscheinlich aber etwa 8000 Mann starke Entsatzheer teilte sich in mehrere Gruppen auf. Die eine kam über den Janauer Weg bei Brüx, die zweite überschritt die Grenze bei Ossegg, der dritte Strom kam über Graupen und Teplitz.
Am frühen Abend des 15. Juni 1426 kam die sächsische Armee ausgehungert und übermüdet bei Karbitz an, wo sie auf vorgezogene Posten der Hussiten trafen. Diese postierten sich auf der Anhöhe „Na Běhání“ etwa zehn Kilometer vor Aussig, auf der sie eine Wagenburg aufbauten. Der Proviantmangel zwang den Meißner Befehlshaber zu einem sofortigen Angriff bereits am nächsten Tag, einem Sonntag.
In einer der größten Schlachten der Hussitenkriege kam es jedoch zu einer vernichtenden Niederlage des sächsisch-thüringischen Entsatzheeres. Vermutlich wurden die Sachsen nach dem Angriff auf die Wagenburg durch eine hussitische Rittertruppe überraschend in den Rücken gefasst und zerschlagen. Es wird von bis zu 12.000 Gefallenen berichtet, was ganz sicher übertrieben ist. Aussagefähige Verlustlisten gibt es jedoch nicht. Viele gerieten in Gefangenschaft, zumeist auf der Flucht.  Dieses Fiasko besiegelte auch das Schicksal der Verteidiger von Aussig, die einen Tag später aufgaben und gemeinsam mit einem Teil der Bürgerschaft flüchteten. Die Verfolgung der Flüchtenden war dann nur noch ein Leichtes.

## Folgen
Auf dem Schlachtfeld blieben tausende Gefallene. Die meisten der meißnisch-osterländischen und thüringischen Heerführer und Bannerherren, Grafen, Freiherren und Herren waren gefallen. Unter den 500 Toten aus dem Adel befanden sich der Meißener Burggraf Heinrich II., womit die Meinheringer erloschen, Burggraf Oswald von Kirchberg, die Grafen Ernst I. von Hohnstein, Graf Friedrich XIV. von Beichlingen-Wiehe als thüringisch-landgräflicher Führer und dessen gleichnamiger Sohn aus erster Ehe Friedrich XV. von Beichlingen, der Anführer des thüringischen Fußvolkes Graf Ernst von Gleichen und Graf Friedrich von Gleichen, Herr zu Tonna, Graf Johann II. von Barby und Graf Heinrich XXI. von Schwarzburg, die Herren Heinrich VIII. von Gera, Heinrich VII. Reuß von Plauen, Graf Friedrich von Dohna, der Graf Busso von Falkenstein (Kriegsoberster der Meißener Truppen), Protze I. Edler Herr von Querfurt, sowie die Ritter Günter von Bünau, Tham Pflugk, Jacob von Wangenheim, Heinz/Heinrich von Erffa, Christian/Kerstan von Seebach und Feldobrist Dietrich von Witzleben und Christian/Kerstan von Witzleben von der Elgersburg, Caspar von Schönberg mit seinen Söhnen, Dietrich und Heinrich von Schleinitz, Johann von Schönfeld, Friedrich XIII. von Schönburg, Johann von Karlowitz und Herren aus den Familien von Karras und von Köckeritz.
Trotzdem konnten die Sachsen fünf Wochen später die Hussiten wieder aus Aussig vertreiben. Strategisch hatte sich nichts verändert.